# كلاودينهو (لاعب كرة قدم مواليد 1982)
كلاودينهو هو لاعب كرة قدم برازيلي في مركز الوسط، ولد في 7 مايو 1982 في مونتيس كلاروس في البرازيل. لعب مع أتلتيكو باراناينسي وسانتو أندريه ونادي راسينغ ونادي ملبورن فيكتوري.